# Richard Blick
Richard Adolph "Dick" Blick (né le 29 juillet 1940) est un nageur américain. Lors des Jeux olympiques d'été de 1960 disputés à Rome, il remporte une médaille d'or au relais 4 x 200 mètres nage libre, battant au passage le record du monde. 
Après sa carrière sportive, il est devenu entraîneur de natation et professeur d'éducation physique.

## Palmarès
- médaille d'or au relais 4 x 200 m nage libre aux Jeux olympiques de Rome en 1960
- médaille d'or au 4 x 200 m nage libre aux Jeux panaméricains de 1959